# Peak Vienna
La Peak Vienna (anciennement Florido Tower) est un gratte-ciel à bureaux situé dans la ville de Vienne, en Autriche, dans l'arrondissement de Floridsdorf.

## Spécificités techniques

### Conception
Le bâtiment est dessiné par Andreas et Herbert Müller-Hartburg (de). Sa construction prend fin en 2001.

### Dimensions
Le bâtiment est l'un des plus hauts de la ville, s'élevant à 113 m de hauteur. Les bureaux qui s'y trouvent occupent une superficie de 36 000 m2 répartis sur 31 étages. Au 30e étage se trouve le  Florido Lounge, une salle de conférences pouvant accueillir 10 à 240 personnes.

### Changement de nom
En novembre 2020, la Florida Tower est devenue la Peak Vienna. Les intérieurs ont été revisités, avec davantage de verdure et de modernité.

## Occupation
Fin 2006, le bâtiment a été vendu 110'000'000 euros à la DIFA (Deutsche Immobilien Fonds AG), l'actuelle Union Investment Real Estate AG. Il est actuellement l'emplacement de l'ambassade de Malaisie en Autriche.